# Blountsville, Alabama
Blountsville là một thị trấn thuộc quận Blount, tiểu bang Alabama, Hoa Kỳ. Dân số năm 2009 là 2000 người, mật độ đạt 143 người/km².